# キタナキウサギ
キタナキウサギ（北鳴兎、Ochotona hyperborea）は、ウサギ目ナキウサギ科に属するナキウサギの1種。アジア北部のウラル山脈からサハリンを経て日本の北海道まで、またモンゴルから中国東北部、朝鮮北部に至る地域に分布する。日本では亜種のエゾナキウサギ O. h. yesoensis が北海道の中央山地部と日高山脈沿いに棲息する。
キタナキウサギの成獣は、体長12.7-18.6cm、尾長0.5-1.2cmに達する。キタナキウサギは体毛を年に2度生えかわらせ、夏毛は赤褐色、冬毛は灰褐色である。
キタナキウサギには、以下の9亜種が含まれる。ただし、最近の研究には、O. h. mantchurica を独立種 O. mantchurica とするべきであるとするものもある。
- Ochotona hyperborea cinereoflava
- Ochotona hyperborea coreana
- Ochotona hyperborea ferruginea
- Ochotona hyperborea hyperborea
- Ochotona hyperborea mantchurica
- Ochotona hyperborea normalis
- Ochotona hyperborea uralesis
- エゾナキウサギ Ochotona hyperborea yesoensis
- Ochotona hyperborea yoshikurai